# Margarida Gonzaga
|  | Per a altres significats, vegeu «Margarida Gonzaga de Màntua». |

Margarida Gonzaga (Màntua, Ducat de Màntua, 27 de maig de 1564 - íd. 1618) fou una princesa de Màntua que va esdevenir duquessa consort de Ferrara i Mòdena. Filla del duc Guillem I de Màntua i Elionor d'Àustria. Fou neta per línia paterna de Frederic II de Màntua i Margarida de Montferrat, i per línia materna de l'emperador Ferran I del Sacre Imperi Romanogermànic i Anna d'Hongria. Fou germana de Vicenç I de Màntua i Anna Caterina Gonzaga, casada amb Ferran II d'Àustria.
Es casà el 24 de febrer de 1579 a la ciutat de Ferrara amb el duc Alfons II d'Este, convertint-se en la seva tercera esposa. D'aquesta unió no tingueren fills. A la mort del seu espòs sense descendents els ducats de Mòdena i Ferrara foren dividits, passant aquest últim a mans dels Estats Pontificis i restant el de Mòdena en mans d'una branca il·legítima dels Este. Margarida en aquell moment retornà al Ducat de Màntua i morí a la capital d'aquest estat el 6 de gener de 1618.